# Arthur Böttcher
Jakob Ernst Arthur Böttcher (13 de julho de 1831 – 10 de agosto de 1889) foi um alemão do Báltico patologista e anatomista natural de Bauska, no que era então o Governorado da Curlândia (atual Letônia). Trabalhou principalmente dentro do Império Russo.

## Carreira
Em 1856, obteve seu doutorado em medicina pela Universidade Imperial de Dorpat (atual Universidade de Tartu na Estônia) com uma dissertação sobre o suprimento nervoso da cóclea do ouvido interno. Aprofundou seus estudos com viagens à Alemanha, França e Áustria, e em 1862 tornou-se professor titular de patologia geral e anatomia patológica em Dorpat. De 1871 a 1877 foi editor da revista Dorpater Medicinische Zeitschrift.
Böttcher é amplamente conhecido por suas investigações anatômicas do ouvido interno, particularmente estudos envolvendo a estrutura da lâmina reticular e fibras nervosas do órgão de Corti. Hoje seu nome está associado às epônimas "células de Böttcher", que são células da membrana basilar da cóclea. Outros termos anatômicos que contêm seu nome são:
- Canal de Böttcher: Conhecido hoje como ductus utriculosaccularis ou como ducto utrículo-sacular. Este ducto conecta o utrículo com o ducto endolinfático a uma curta distância do sáculo.
- Gânglio de Böttcher: Gânglio no nervo coclear no meato auditivo interno.
- Espaço de Böttcher: Também conhecido como saco endolinfático; a bolsa cega no final do ducto endolinfático.
- Filamentos de Charcot-Böttcher: Cristaloides em forma de fuso encontrados nas células de Sertoli humanas. Eles medem 10 a 25 μm de comprimento. Nomeados em conjunto com o neurologista Jean-Martin Charcot (1825-1893).

## Publicações selecionadas
- Observationes microscopicae de ratione qua nervus cochleae mammalium terminator, 1856.
- Mittheilung über einen bester noch unbekannten Blasenwurm, 1862.
- Ueber die Entwickelung und Bau des Gehörlabyrinths nach Untersuchungen an Säugethieren, 1869.
- Kritische Bemerkungen und neue Beiträge zur Litteratur des Gehörlabyrinths, 1872.
- Neue Untersuchungen über die rothen Blutkörperchen, 1876.